# 北森駅
北森駅（きたもりえき）は、岩手県八幡平市野駄（のだ）にある、東日本旅客鉄道（JR東日本）花輪線の駅である。

## 歴史
- 1961年（昭和36年）4月20日：国鉄の駅として岩手郡松尾村に開業[2]。
- 1987年（昭和62年）4月1日：国鉄分割民営化により、JR東日本の駅となる[2]。
- 2012年（平成24年）11月7日：2015年（平成27年）春に駅舎を500メートル南東の八幡平市・新市庁舎に隣接した場所へ移転すると発表[3]。
- 2015年（平成27年）3月14日：平館駅寄りに500メートル移転し、新駅舎が開業[4][5]。
- 2018年（平成30年）6月1日：大更駅の業務委託化に伴い、盛岡駅に管理駅が変更となる。
- 2024年（令和6年）10月1日：えきねっとQチケのサービスを開始[1][6]。

### 移転計画

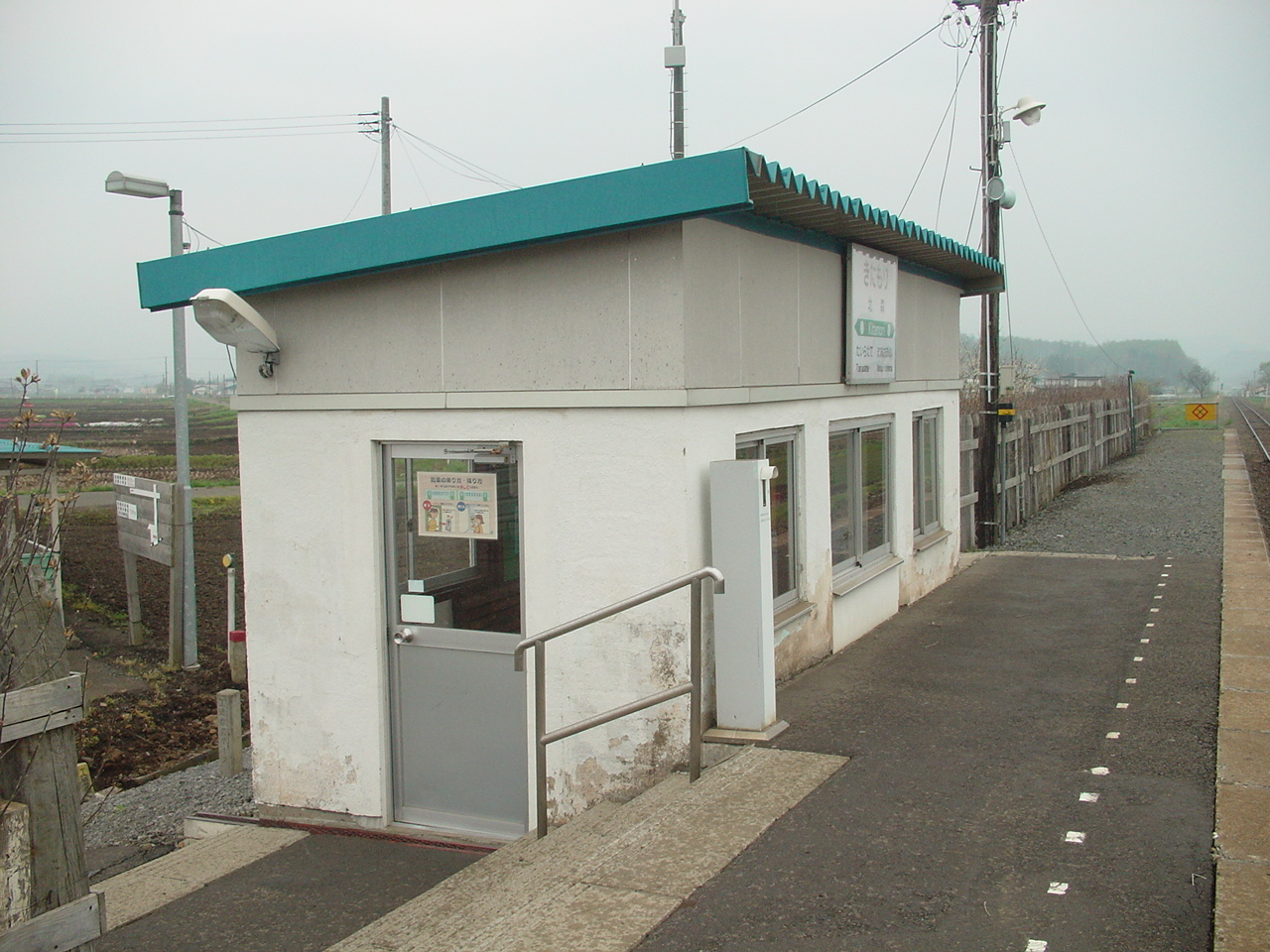
旧北森駅ホーム（2007年5月）

旧駅舎は水洗トイレ・駐車場・駐輪場などが整備されているものの、アクセス道路が狭隘であり、また、周辺には民家がなく、利用者の防犯上も課題があった。このため八幡平市は新市役所の移転に際し、駅も隣接地へ移転させることを要望し、JR東日本盛岡支社は2012年（平成24年）11月7日に移転することを発表した。
新駅舎は旧駅舎【北緯39度57分33秒 東経141度3分59.7秒 / 北緯39.95917度 東経141.066583度】から約500メートル南東に移転し、隣接する新市庁舎に通路で直結され、警備なども新市庁舎の一部として行われる。
駅が移転したことで一部区間の運賃が変更され、北森駅を発着する定期券・回数券はいったん払い戻しのうえ、新たに購入し直すことで対応した。

## 駅構造
単式ホーム1面1線を有する地上駅で、八幡平市役所新庁舎と通路で直結している。盛岡統括センター（盛岡駅）管理の無人駅である。
旧駅はホームに隣接して待合所が設置されていた。

## 駅周辺
周辺には田園風景が広がる。2005年（平成17年）の合併まで存在した松尾村の中心部が近い。
- 松尾郵便局
- 国道282号
- 八幡平市役所 - 当駅に直結。
- 八幡平市立松尾中学校
- 八幡平市立松野小学校
- 八幡平市立寄木小学校
- 八幡平電機
- 岩手警察署松尾駐在所

## 隣の駅
東日本旅客鉄道（JR東日本）
■花輪線
平館駅 - 北森駅 - 松尾八幡平駅